# Dora Gabe
Dora Gabe, właśc. Izidora Petrowa Gabe (bułg. Изидора Петрова Габе; ur. 28 sierpnia 1888 w Dybowiku, zm. 16 listopada 1983 w Sofii) – bułgarska pisarka, poetka i tłumaczka (m.in. literatury polskiej). 
Studiowała romanistykę (Genewa, Grenoble). Zadebiutowała w 1908 r. tomikiem wierszy pt. Temenugi (Fiołki), zawierającym poezję intymną, utrzymaną w dość typowych jak na swą epokę. 
W tomikach Zemen pyt (Droga ziemska, 1928) i Łunaticzka (Lunatyczka, 1933) pojawiają się wątki patriotyczne, filozoficzno-religijne, dramaty codzienności. Była współzałożycielką i dożywotnim prezesem bułgarskiego Pen Clubu. Po II wojnie światowej pracowała w Ambasadzie Bułgarii w Warszawie. W tym czasie w popadła w schematyzm formalny i treściowy, co objawiało się np. w afirmacji i akceptacji zastanego porządku politycznego a zaowocowało liryką służącą chwili i unikającą intymności. Świadectwem wyzwolenia jest tomik Nowi stichowe (Nowe wiersze, 1963) oraz zwłaszcza Poczekaj, słońce (Poczakaj, słynce, 1967). Pojawia się w nich głęboka zaduma nad problemami życia i śmierci, jest to liryka wyciszona, refleksyjna, choć pełna emocji. W późnych latach życia Dora Gabe tworzyła dojrzałą, oszczędną lirykę refleksyjną (Newidimi oczi, Niewidzialne oczy, 1970). 
Jako tłumaczka zasłużyła się m.in. autorstwem pierwszej bułgarskiej antologii poezji polskiej: Połski poeti (1921; tom zawierał przekłady wierszy poetów polskich od Mickiewicza – po Wierzyńskiego i Tuwima). Tłumaczyła m.in.: Hymny Kasprowicza i Anhellego Słowackiego. 
Na początku lat dwudziestych ubiegłego stulecia Dora przebywała w Polsce jako żona Bojana Penewa, wybitnego profesora, pełniącego funkcję radcy ekonomicznego ambasady Bułgarii w Warszawie. W 1922 roku została uznana za Miss Bałkanów. W czasie pobytu w Polsce zaprzyjaźniła się z takimi polskimi twórcami jak: Kazimierz Przerwa-Tetmajer, Jan Kasprowicz, Leopold Staff czy Stanisław Ignacy Witkiewicz (Witkacy). Ten ostatni namalował w 1924 portret, który wisiał w jej mieszkaniu do końca życia. Wiele swoich wierszy poświęciła swoim polskim przyjaciołom. W latach 1947–1949, gdy pracowała w ambasadzie bułgarskiej w Warszawie, powstał w Polsce cykl wierszy Dory Gabe Geroiczna Warszawa. 
Na język polski utwory Dory Gabe tłumaczone były dość często. Pojawiają się one w rozmaitych antologiach i wyborach poezji bułgarskiej. Na polski tłumaczyli jej wiersze m.in. A. Kamieńska i S. Pollak. Tom jej poezji pt. „Głębiny” ukazał się jako samodzielny tomik w przekładzie Józefa Lenarta. Miesięcznik „Literatura na Świecie” poświęcił jej specjalny numer w 1978 r.
Laureatka Nagrody im. Dymitrowa, Orderu Sofii oraz Orderu im. Iwana Wazowa.
Została nagrodzona przez polski oddział PEN Clubu, otrzymała także Krzyż Komandorski Orderu Polonia Restituta (1976) oraz odznakę „Zasłużony dla kultury polskiej” (1968).
Na wniosek dzieci w 1979 roku została Kawalerem Orderu Uśmiechu.